# ハシジロキツツキ
ハシジロキツツキ（嘴白啄木鳥、学名：Campephilus principalis）は、キツツキ目キツツキ科に分類される鳥。

## 分布
- 北アメリカ南東部、キューバ

## 形態
全長50センチメートル。キツツキ科の鳥の中では、メキシコ西部に生息する近縁種のテイオウキツツキ (C. imperialis) に次いで2番目に大型の種である。頭部は赤色で、嘴はベージュ。顔から背中、翼の上半分、尾羽にかけては黒褐色で、翼の下半分は灰色。顔の横から背中の左右にかけて、白い帯が入る。

## 亜種
- Campephilus principalis principalis アメリカハシジロキツツキ : 北アメリカ南東部 (Campephilus principalis とも)
- Campephilus principalis bairdii キューバハシジロキツツキ（英語版） : キューバ

## 生態
森林に生息する。食性は昆虫食で、巨木の樹皮の下に潜む甲虫の幼虫などを捕食する。巨木に巣穴を掘り、繁殖に利用する。

## 人間との関わり
アメリカハシジロキツツキは森林伐採により生息数を減らし、1945年には絶滅が確定されたが、2004年2月上旬にアーカンソー州の水辺でカヤックの乗り手ジーン・スポールディング Gene Sparling による目撃情報が寄せられる。コーネル大学の研究者で生態写真家のティム・ギャラガーとアラバマの大学教授ボビー・ハリソンは目撃情報をできるだけ秘匿してバードウォッチャーが殺到する事態を避け、生息の確認と個体数の推計調査を進めることにしてワイルドライフ・コンザーバンシーを生息調査計画の協議に招く。同団体は最初の目撃情報が寄せられたビッグウッド地域の合衆国政府保護区で環境保全を担当し、また活動資金集めに精通しており、職員のスコット・サイモンは調査費用の募金に取りかかる。個人寄付者は何のための研究資金か使途を秘密にするという誓約のもと、これという確証はなくとも60年ぶりに再発見されるかもしれないという夢に高額な寄付を託す。
生息調査はコーネル大学鳥学研究所が指揮をとって調査者を揃え、調査期間を2004年3月から5ヵ月と告げた。ただし調査目的がハシジロキツツキの生息確認とは告げないまま、録音機材の設置と録音したメディアを研究所へ分析にまわすよう指示が出される。目撃情報から14ヵ月後の2005年4月、わずか4秒ではあるものの特徴を捉えたビデオ撮影に成功すると、研究所は再発見を宣言。たちまち全国紙から地方紙まで大きく取上げられ、発見地点に最も近いクラレンドンの町は「ハシジロキツツキの故郷」と名乗り始める。
しかし、その後は目撃などの裏付けは得られず、2021年9月29日、合衆国魚類野生生物局はアメリカ国内においてハシジロキツツキは絶滅したものとみなし、絶滅危惧種法の保護対象リストから外すことを発表した。
キューバハシジロキツツキも森林伐採により1970年代に絶滅したとみられていたが、1986年4月に再発見された。1950年代から絶滅が危惧されており、国際保護鳥に指定されてきた。
アニメーションキャラクター、ウッディー・ウッドペッカーのモデルとされている。